# 顿坊店乡
顿坊店乡，是中华人民共和国河南省新乡市卫辉市下辖的一个乡镇级行政单位。

## 行政区划
顿坊店乡下辖以下地区：
顿坊店村、西南庄村、甘庄村、新村、水屯村、黄庄村、上马营村、关屯村、下马营村、前稻香村、后稻香村、清水河村、闫屯村、牛场村、小双村、郜村、吉营村、军屯村、黄土岗村、后庄村和比干庙村。